# Adon
Adon – miejscowość i gmina we Francji, w Regionie Centralnym, w departamencie Loiret.
Według danych na rok 1990 gminę zamieszkiwało 189 osób, a gęstość zaludnienia wynosiła 8 osób/km² (wśród 1842 gmin Regionu Centralnego Adon plasuje się na 950. miejscu pod względem liczby ludności, natomiast pod względem powierzchni na miejscu 540.).